# Hrčova Kečka
Hrčova Kečka (1226 m) –  szczyt w grupie górskiej Magury Orawskiej w Zewnętrznych Karpatach Zachodnich na Słowacji. Wznosi się w długim grzbiecie Minčola, który początkowo biegnie w zachodnim kierunku do szczytu Hlasna Skala, stąd w południowym i  poprzez wierzchołki Opaléne, Mračkovo,  Hrčova Kečka, Sokolec, Štefkova, Lysica, Pod Lysicom, Diel opada w widły rzeki Orawa i jej dopływu – potoku Zázrivka. W zachodnim kierunku od szczytu Hrčovej Kečki odchodzi grzbiet oddzielający dwa dopływy Zázrivki: Čremoš i potok z doliny Sokol, w stoki południowo-wschodnie wcina się dolina potoku będącego dopływem Istebnianki.
Hrčova Kečka jest całkowicie zalesiona. Włączona została w obszar Parku Narodowego Mała Fatra. Nie prowadzi przez nią żaden szlak turystyczny, jej północne i wschodnie stoki trawersują natomiast stokowe drogi leśne.